# Microcybe albiflora
Microcybe albiflora är en vinruteväxtart som beskrevs av Porphir Kiril Nicolai Stepanowitsch Turczaninow. Microcybe albiflora ingår i släktet Microcybe och familjen vinruteväxter. Inga underarter finns listade i Catalogue of Life.